# Warszawa Stadion
Warszawa Stadion egy lengyelországi vasútállomás, Varsó központjában. Az állomást a helyi vonatok használják. Nevét az állomás melletti Nemzeti Stadionról kapta.

## Vasútvonalak
Az állomást az alábbi vasútvonalak érintik:
- Varsó–Varsó Rembertów-vasútvonal

## Forgalom
| Üzemeltető | Vonat | Útvonal |
| ---------- | ----- | --- |
| SKM        | S1    | Otwock – Warszawa Stadion – Warszawa Zachodnia – Pruszków                                                               |
| SKM        | S2    | Sulejówek Miłosna – Warszawa Stadion – Warszawa Zachodnia – Warszawa Lotnisko Chopina                                   |
| SKM        | S3    | Legionowo Piaski – Legionowo – Warszawa Stadion – Warszawa Śródmieście – Warszawa Zachodnia – Warszawa Lotnisko Chopina |
| KM         | R1    | Warszawa Wschodnia – Warszawa Stadion – Grodzisk Mazowiecki                                                             |
| KM         | R2    | Warszawa Zachodnia – Warszawa Stadion – Siedlce                                                                         |
| KM         | R3    | Sochaczew – Warszawa Stadion – Warszawa Wschodnia                                                                       |
| KM         | R7    | Warszawa Zachodnia – Warszawa Stadion – Dęblin                                                                          |
| KM         | R8    | Góra Kalwaria – Warszawa Stadion – Pilawa                                                                               |